# گروه ارتش گالویتس
گروه ارتش گالویتز (آلمانی: Heeresgruppe Gallwitz) یک گروه ارتش متعلق به نیروی زمینی امپراتوری آلمان در جنگ جهانی اول بود. فرماندهی این یگان را ماکس فون گالویتز به عهده داشت و از ۱ فوریه تا ۱۱ نوامبر ۱۹۱۸ میلادی در جبهه غربی حضور داشت.

## ترکیب
- ارتش پنجم امپراتوری آلمان به فرماندهی ماکس فون گالویتز و سپس گئورگ فون در مارویتز
- دسته ارتش سی به فرماندهی گئورگ فوکس